# Lars Veldwijk
Lars Veldwijk, né le 21 août 1991 à Uithoorn, est un footballeur néerlandais et sud-africain évoluant actuellement au poste d'attaquant au BG Pathum United. 

## Biographie

### FC Dordrecht
Il inscrit 12 buts en deuxième division néerlandaise lors de la saison 2012-2013 avec le FC Dordrecht. 

### Excelsior Rotterdam
Il inscrit ensuite 30 buts dans ce même championnat lors de la saison 2013-2014 avec l'Excelsior Rotterdam, ce qui fait de lui le meilleur buteur du championnat.

### Nottingham Forest
Après sa très bonne saison, il tente sa première aventure à l'étranger en signant en faveur du club anglais de Notthingham Forest évoluant en deuxième division. Il ne marquera qu'un seul but au cours de l'année et sera prêté aux Pays-Bas la saison suivante.

### PEC Zwolle
Lors de la saison 2015-2016, il inscrit 14 buts en première division néerlandaise avec le club du PEC Zwolle. Le 12 septembre 2015, il inscrit 3 buts en Eredivisie lors d'un match contre son ancien club de l'Excelsior Rotterdam (victoire 3-0).

### KV Courtrai
Le 31 août 2016, il rejoint le club belge du KV Courtrai. 

### Aalesunds FK
Le 31 mars 2017 il est de nouveau transféré en prêt au club norvégien Aalesunds FK, avec une option d'achat, qui ne sera finalement pas activée. 

### FC Groningue
De retour aux Pays-Bas, il s'engage au Football Club Groningue en première division.

### Sparta Rotterdam
Après une saison moyenne, il décide de s'engager en faveur du Sparta Rotterdam, club historique évoluant en deuxième division, avec comme objectif la montée. Il y réalisera une saison remarquable avec 24 buts inscrits en 36 matchs de championnats avec une montée à la clé en fin de saison. Le retour en première division va s'avérer plus difficile avec seulement 4 buts inscrits lors de la première moitié de saison. 

### Jeonbuk Hyundai Motors
Le 15 janvier 2020, et après des négociations avec un club sud-africain dont le nom n'a pas filtré, Lars Veldwijk s'engage en faveur du champion en titre de Corée du Sud le Jeonbuk Hyundai Motors Football Club. Il fait ses débuts officiels pour le club en mars pendant un match de Ligue des Champions Asiatique contre le Sydney FC (score 2-2), mais devra patienter jusqu'au mois de mai pour faire ses débuts en championnat, après l'arrêt des compétitions en raison de la Covid-19. Après être guérit d'une blessure au genou, il marque son premier but en championnat à la 93 ème minute contre le Busan IPark Football Club, avant de faire sa première apparition en tant que titulaire deux semaines plus tard. 

### Suwon FC
Souhaitant jouer davantage, et en raison des places limitées pour les joueurs étranger dans les clubs coréens, il décide de signer en faveur du Suwon FC le 17 juillet 2020, club évoluant en deuxième division Coréenne, et lutant pour la montée en première division. 

## Carrière internationale
Bien que né aux Pays-Bas, il choisit de représenter l'Afrique du Sud sur la scène internationale, possédant des origines Sud-Africaines du côté de son père, il compte à ce jour 7 sélections, et il a également participé à la Coupe d'Afrique des Nations en 2019.  

## Distinctions personnelles
- Meilleur buteur du championnat des Pays-Bas de D2 lors de la saison 2013-2014 avec 30 buts